# Vladislav Kavan
Vladislav Kavan (30. června 1924, Baška – 3. července 2003, Bolzano) byl český malíř.

## Život
Kavanův otec pracoval jako obsluha stroje v továrně v železárnách Vítkovice. Vladislav Kavan svou akademickou kariéru začal v meziválečném období. Po roce 1945 mu byla nabídnuta perspektiva akademického vzdělání. Přestěhoval se do Prahy, kde navštěvoval v roce 1945/46 Státní grafickou školu a tím získal předpoklady pro další studium. Následující rok začal studovat na katedře textilního designu Uměleckoprůmyslové školy v Praze. Studium ukončil v roce 1951. Vzhledem k totalitnímu vývoji v zemi 28. srpna 1968 odcestoval se svou rodinou do Itálie a po přechodném pobytu ve městech Trento a Neumarkt se usadil v Bolzanu, kde žil až do své smrti.
Kavan obdržel v roce 1958 Grand Prix na světové výstavě Expo 58.

## Výstavy
- 1957 Galerie ÚLUV, Praha (CZ)
- 1969 Galerie „Il Giorno“, Milán (I), Galerie „Il Castello“, Trento (I), Künstlerbund, Cavalese (I), Künstlerbund, Cortina d'Ampezzo (I), Galerie „Arnetta“, Gallarate (I)
- 1970 Galerie „Il Vicolo“, Janov (I), Galerie „Angolare“, Milán (I), Dominikanergalerie, Bolzano (I), Galerie „Il Traghetto“, Benátky (I), Salone della Stampa Estera, Řím (I)
- 1971 Galerie „Angolare“, Milán (I)
- 1972 Galerie „Linea 70“, Verona (I), Galerie „La Cupola“, Padova (I), Galerie „Dei Portici“, Ancona (I), Galerie „Il Sileno“, Palermo (I), Galerie „Il Punto“, Catania (I), Galerie „Inquadrature 33“, Florencie (I), Galerie „Teatro Minimo“, Mantova (I), Galerie „Angolare“, Milán (I)
- 1973 Galerie „Giovo“, Como (I), Galerie „S. Chiara“, Parma (I), Galerie „Ciak“, Řím (I), Galerie „Monika Beck“, Homburg-Schwarzenacker (D)
- 1974 Dominikanergalerie, Bolzano (I)
- 1975 Galerie „Willy“, Vilpian (I)
- 1976 Kongreßhaus, Innsbruck (A), Galerie „Athesia“, Bruneck (I), Galerie „Fra Giocondo“, Verona (I), Galerie „Peithner-Lichtenfels“, Vídeň (A), Galerie „Autofina“, Graz (A)
- 1978 Galerie „Goethe“, Bolzano (I)
- 1979 Karl Felix Wolff Halle, Kastelruth (I)
- 1980 Galerie „Banco di Říma“, Brusel (B)
- 1982 Salon des Nations, Paříž (F)
- 1983 Kunstladen, Brixen (I), Karl Felix Wolff Halle, Kastelruth (I)
- 2008 Kommende, Lengmoos (I), Raiffeisensaal, Sterzing (I)

## Účast na výstavách
- 1958 Světová výstava Expo 58, Brusel
- 1959 Národní výstavy Československo, Budapešť a Bukurešť
- 1960 Galerie Mánes, Praha, Výstava českého umění, Moskva
- 1961 Národní výstava Československo, Bělehrad, skupinová výstava Československa, Mexika a Los Angeles
- 1962 Výstava výtvarného umění, Ottawa, Národní výstava, Buenos Aires
- 1963 Národní výstava, Brno, Národní výstava umění, Praha (CZ)
- 1965 Jubilejní výstava 20 let Československé socialistické republiky, Moskva a Praha
- 1972 I. Rassegna Internazionale „Aspetti d'Arte Contemporanea“, Montesilvano (I), „IKI“ Galerie Angolare, Düsseldorf
- 1973 „IKI“ Galerie Angolare, Düsseldorf (D)
- 1976 Art'7 Galerie Peithner-Lichtenfels, Basilej, „IKI“ Galerie Peithner-Lichtenfels, Düsseldorf

## Ceny
- 1958 Grand Prix na Expo 58 v Bruselu